# زعرور (لبنان)
زعرور(لبنان): هو منتجع تزلج على التلج في لبنان.

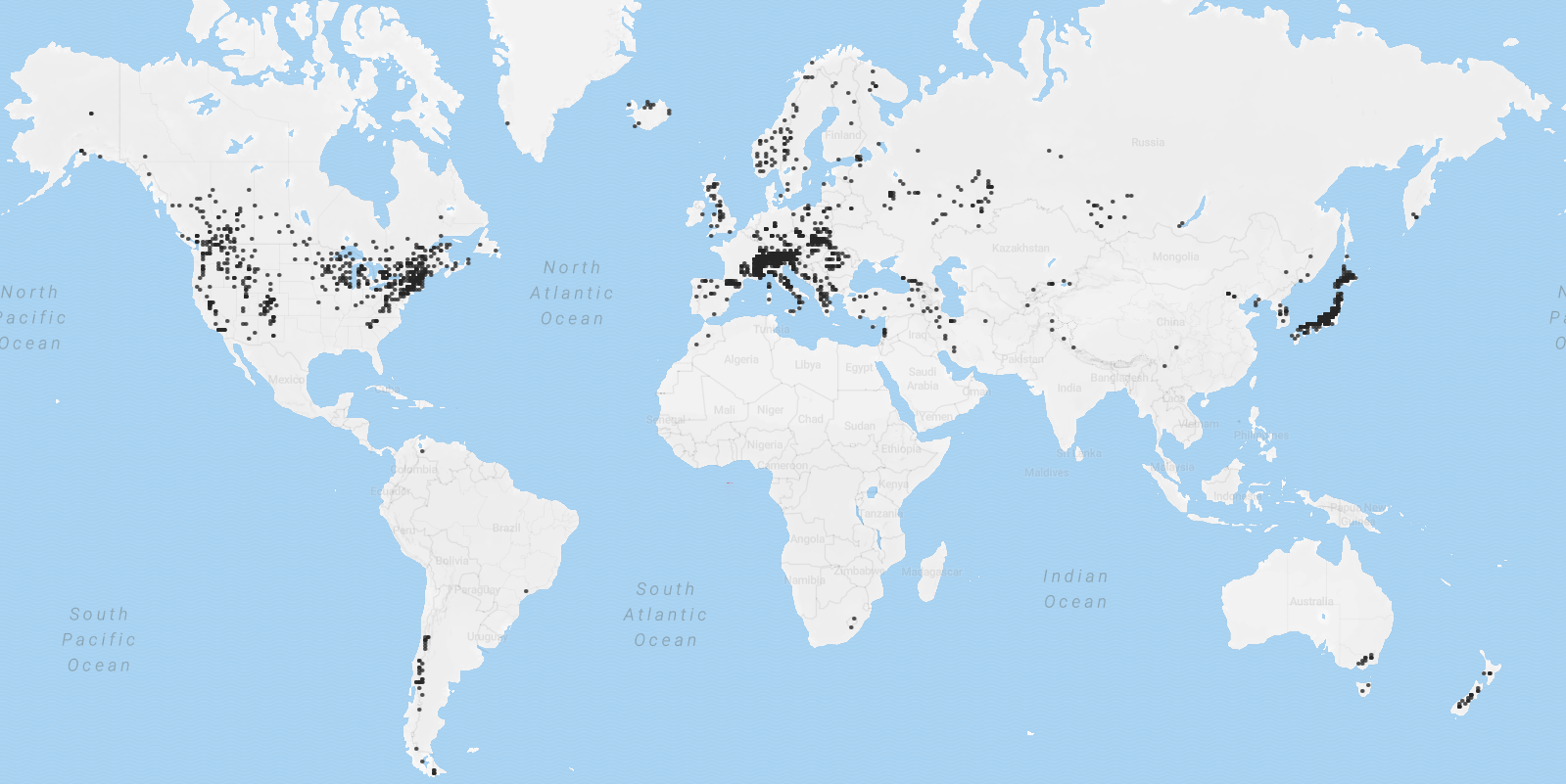
خريطه منتجعات التزلج على التلج في العالم

(بالإنجليزية: Zaarour، بالسريانية: ܥܙܪܪܬܐ): هو منتجع للتزلج على المنحدرات الشرقية لـجبل صنين في قضاء المتن في جبل لبنان (محافظة)، على بعد 35 كم فقط من بيروت. يقع المنتجع شمال قرية المروج الجبلية. والاسم كلمة عربية تعني الـزعرور، وهي في حد ذاتها تحريف للكلمة السريانية.
يُعد أعلى ارتفاع في المنتجع هو 355 م. وقد قدم المنتجع هانديسكي ( Handiski)؛ والتي توفر التزلج التكيفي المتخصص؛ لمساعدة الأشخاص ذوي الإعاقة أو محدودي الحركة؛ مما يُتيح لهم فرصة الاستمتاع بمتعة التزلج.

## معرض

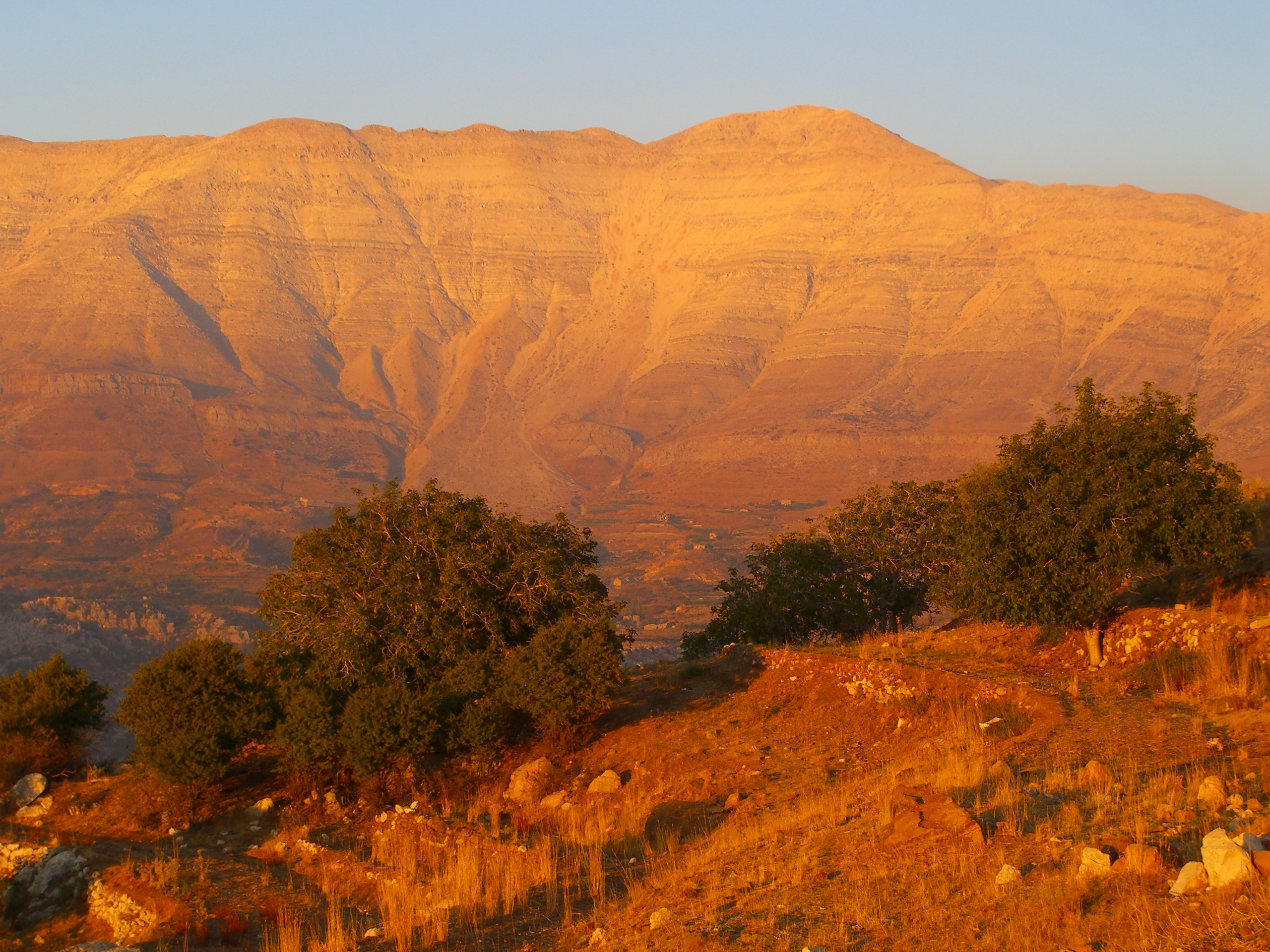
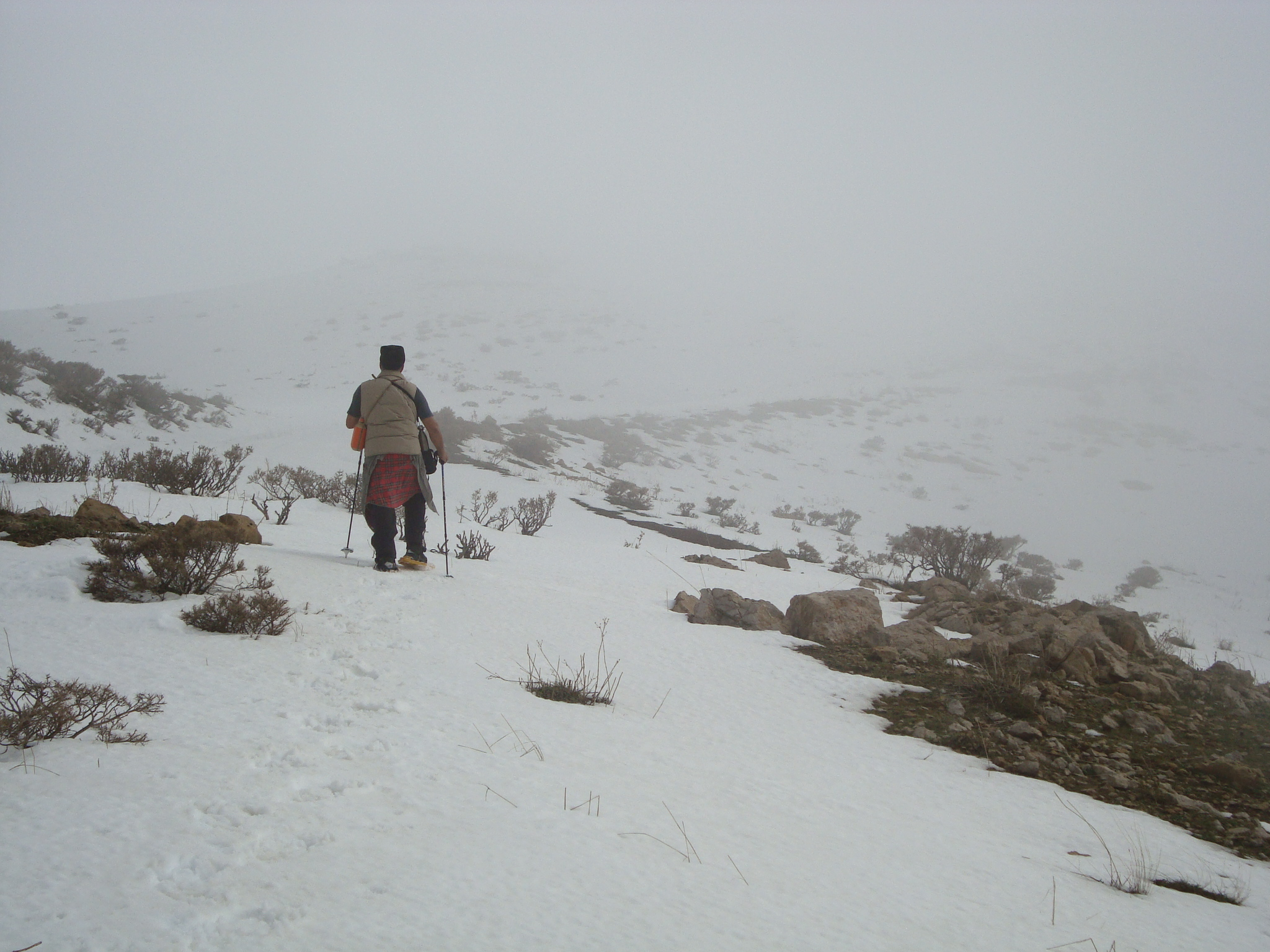
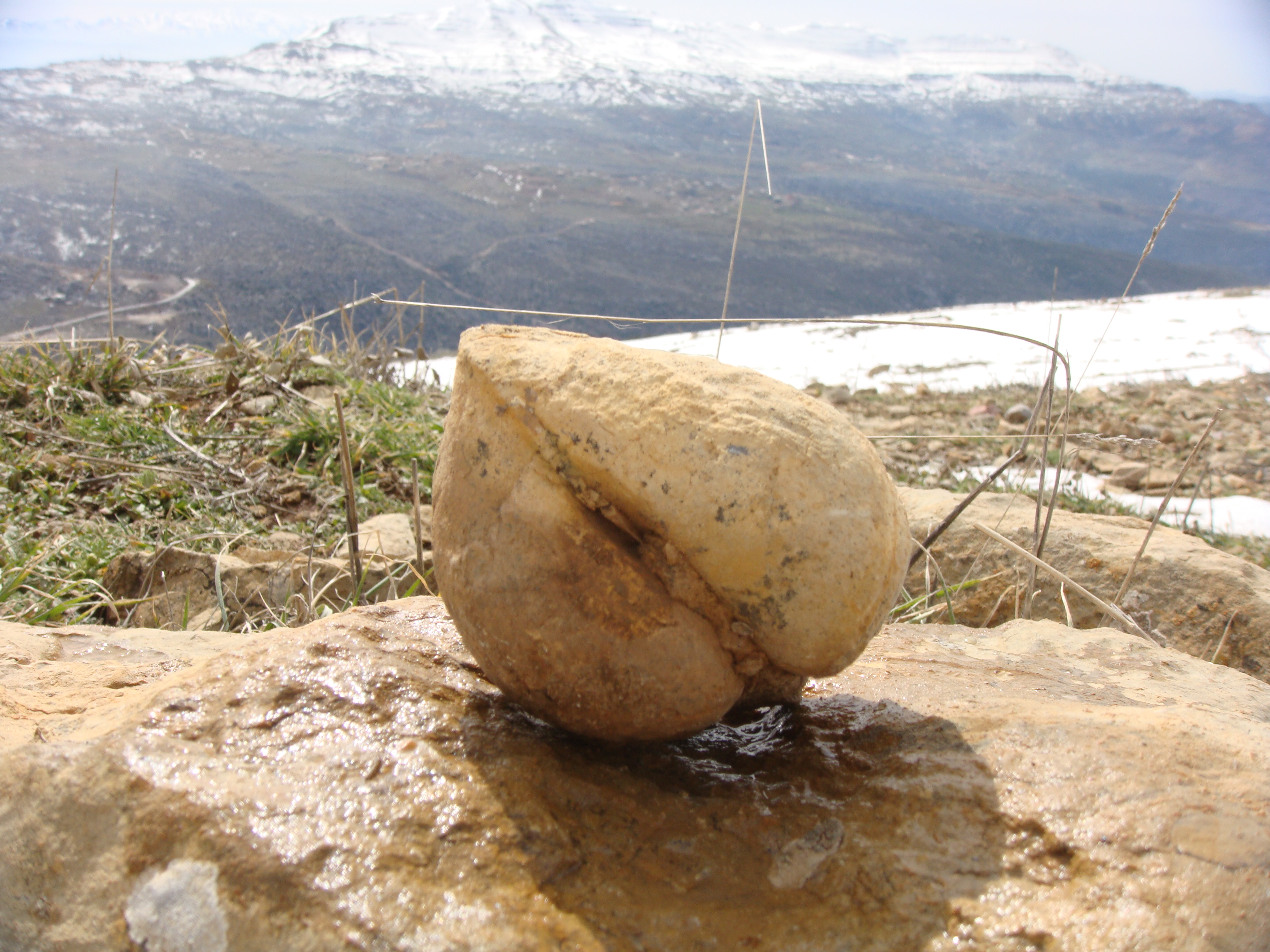
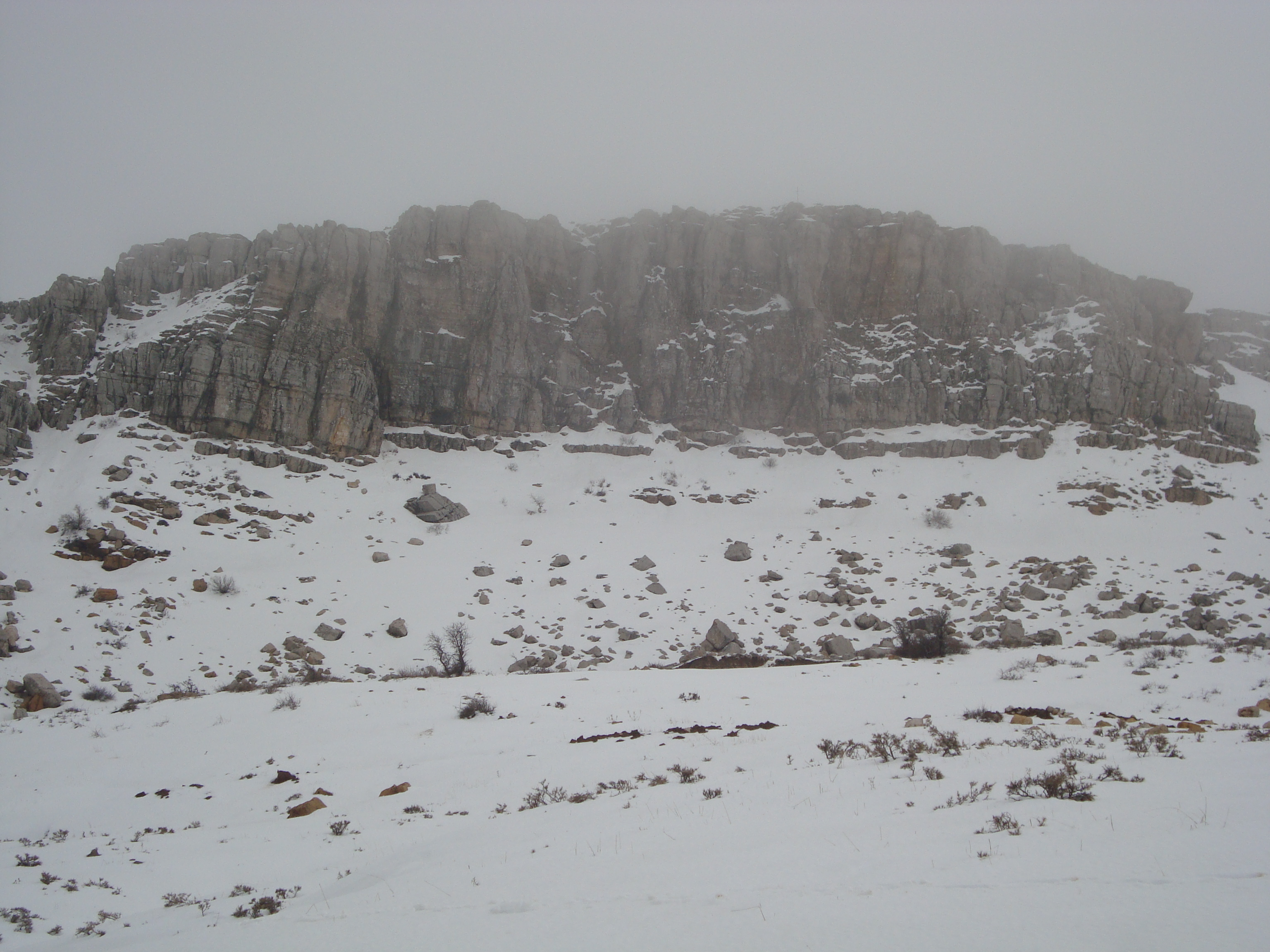